# Centrerat polygontal
Centrerat polygontal är ett tal som representerar en polygon med en punkt i mitten, och som byggs vidare av punkter kring den.

## Exempel
Varje talföljd är en multipel av triangeltalen plus 1. Exempelvis är de centrerade kvadrattalen fyra gånger triangeltalen plus 1.
De första centrerade polygontalen är:
- Centrerade triangeltal: 1, 4, 10, 19, 31, … (talföljd A005448 i OEIS)
- Centrerade kvadrattal: 1, 5, 13, 25, 41, … (talföljd A001844 i OEIS)
- Centrerade pentagontal: 1, 6, 16, 31, 51, … (talföljd A005891 i OEIS)
- Centrerade hexagontal: 1, 7, 19, 37, 61, … (talföljd A003215 i OEIS)
- Centrerade heptagontal: 1, 8, 22, 43, 71, … (talföljd A069099 i OEIS)
- Centrerade oktogontal: 1, 9, 25, 49, 81, … (talföljd A016754 i OEIS)
- Centrerade nonagontal: 1, 10, 28, 55, 91, … (talföljd A060544 i OEIS) [a]
- Centrerade dekagontal: 1, 11, 31, 61, 101, … (talföljd A062786 i OEIS)
- Centrerade hendekagontal: 1, 12, 34, 67, 111, … (talföljd A069125 i OEIS)
- Centrerade dodekagontal: 1, 13, 37, 73, 121, … (talföljd A003154 i OEIS)

Kommentarer
1. ↑  Alla perfekta tal förutom 6 är även centrerade nonagontal

Nedan visas exempel på geometriska konstruktioner till några centrerade polygontal. Jämför detta med polygontal.

### Centrerade kvadrattal
| 1 |  | 5                 |  | 13                                                |  | 25                                                                                                |
| - |  | ----------------- |  | ------------------------------------------------- |  | ------------------------------------------------------------------------------------------------- |
| * |  | * · * · * · * · * |  | * · * · * · * · * · * · * · * · * · * · * · * · * |  | * · * · * · * · * · * · * · * · * · * · * · * · * · * · * · * · * · * · * · * · * · * · * · * · * |

### Centrerade hexagontal
| 1 |  | 7                         |  | 19                                                                        |  | 37 |
| - |  | ------------------------- |  | ------------------------------------------------------------------------- |  | --- |
| * |  | * · * · * · * · * · * · * |  | * · * · * · * · * · * · * · * · * · * · * · * · * · * · * · * · * · * · * |  | * · * · * · * · * · * · * · * · * · * · * · * · * · * · * · * · * · * · * · * · * · * · * · * · * · * · * · * · * · * · * · * · * · * · * · * · * |

## Formler
Så som kan ses ovan kan det n:te centrerade k-gontalet ges genom att placera k kopior av det (n − 1):te triangeltalet kring en central punkt. Därav kan det n:te centrerade k-gontalet rent matematiskt representeras av
{\displaystyle C_{k,n}={\frac {kn}{2}}(n-1)+1.}
Precis som reguljära polygontal är det första centrerade k-gontalet alltid 1. Således, för något k, är 1 både k-gontal och centrerat k-gontal. Nästa tal i talföljden för både reguljära k-gontal och centrerade k-gontal kan ges av formeln:
{\displaystyle {\frac {k^{2}}{2}}(k-1)+1}
som visar att 10 både är reguljärt triangeltal och centrerat triangeltal och 25 både är reguljärt kvadrattal och centrerat kvadrattal.
Ett primtal p kan inte vara reguljärt polygontal utom att varje p är det andra p-gontalet. Däremot är många centrerade polygontal även primtal.